# Chinanu Onuaku
Chinanu Onuaku (Lanham, 1 de novembro de 1996) é um jogador de basquetebol profissional norte-americano que defende o Zadar que disputa a liga croata e a liga adriática.

## Carreira

### Houston Rockets (2016–presente)
Em 23 de junho de 2016, Onuaku foi selecionado pelo Houston Rockets na segunda rodada do Draft da NBA de 2016 como a 37ª escolha geral, e depois se juntou à equipe para disputar a Summer League. Em 20 de julho, assinou com os Rockets, mas fez sua estreia na NBA somente em 26 de dezembro, entrando no último quarto e registrando 6 pontos e 3 rebotes em uma vitória por 131–115 sobre o Phoenix Suns. Nesse jogo, ele cobrou dois lances livres no estilo lavadeira, em que o jogador realiza o arremesso por baixo, lançando a bola do meio das pernas, de baixo para cima, técnica muito utilizada antigamente mas em desuso nos dias de hoje. Durante sua primeira temporada, Onuaku foi enviado várias vezes ao Rio Grande Valley Vipers, clube afiliado aos Rockets na D-League.